# 伊尼
伊尼（法語：Igny，法語發音：[iɲi] ⓘ）是法国法兰西岛大区埃松省的一个市镇，位于该省西北部，属于帕莱索区。

## 地理
伊尼（48°44'32"N, 2°13'34"E）面积3.82 平方千米，位于法国法蘭西島大區埃松省，该省份为法国北部内陆省份，北起上塞纳省和马恩河谷省，西接厄尔-卢瓦省和伊夫林省，南至卢瓦雷省，东临塞纳-马恩省。
与伊尼接壤的市镇（或旧市镇、城区）包括：韦里耶尔勒比松、比耶夫尔、沃阿朗、帕萊索、马西。

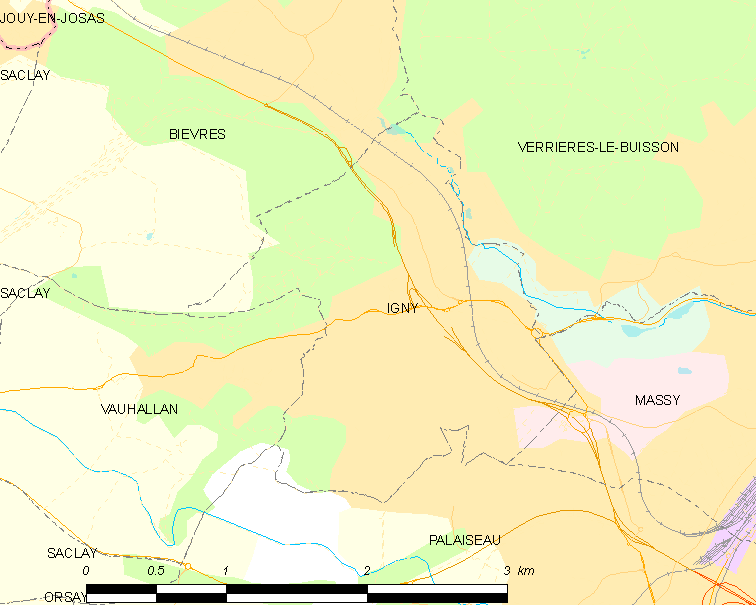
伊尼的OSM定位图

伊尼的时区为UTC+01:00、UTC+02:00（夏令时）。

## 行政
伊尼的邮政编码为91430，INSEE市镇编码为91312。

## 政治
伊尼所属的省级选区为帕莱索县。

## 人口

1962-2008年间伊尼人口变化图示

伊尼于2022年1月1日时的人口数量为10571人。